# Erazm Kretkowski (1508–1558)
Erazm Kretkowski herbu Dołęga (ur. 1508, zm. 16 maja 1558 w Padwie) – polski podróżnik i dyplomata, kasztelan brzeskokujawski, kasztelan gnieźnieński i starosta pyzdrski, przedstawiciel dyplomatyczny Rzeczypospolitej w Imperium Osmańskim w 1538 roku.

## Rodzina
Syn Mikołaja (zm. 1519/1520), wojewody inowrocławskiego i Anny Pampowskiej, córki Ambrożego, wojewody sieradzkiego. Brat: Lasoty (zwanego też Sylwerstrem) Kretkowskiego (zm. 1568), kasztelana bydgoskiego i kruszwickiego, Grzegorza (zm. 1590), kasztelana kruszwickiego, brzeskokujawskiego, wojewody brzeskokujawskiego, Andrzeja i Mikołaja.

## Pełnione urzędy
Kasztelan brzeskokujawski od 1538 roku. Nominowany na wojewodę Brześcia Kujawskiego w 1545, jednak nominacja ta została unieważniona. Od 1546 roku pełnił stanowisko starosty Pyzdr. Był przełożonym na cłami wielkopolskimi (1547). Od 1551 piastował urząd kasztelana gnieźnieńskiego.

## Podróże
Za młodu studiował w Padwie we Włoszech. Później dużo podróżował jako poseł Zygmunta Augusta, dotarł na dwór sułtana, do Kairu i Indii.

## Epitafium
Epitafium znajdujące się na jego grobie w Padwie autorstwa Jana Kochanowskiego pt. Epitaphium Cretcovii w przekładzie Władysława Syrokomli (przytacza je Józef Ignacy Kraszewski w Kartkach z podróży 1858-1864) brzmi:
Tutaj grób Kretkowskiemu, tu port jego nawie,
Gdy wszystką niemal ziemię zwędrował ciekawie –
Niezmordowany pielgrzym, ciekawy, ochoczy,
Był gdzie Dniestr szumnie pędzi, gdzie się Ganges toczy,
Widział Istr dwuimienny, Ren i Tagus sławny
oglądał przy źródlisku Nil siedmiorękawny
Dziś poszedł w wieczny Olimp – i z tamtej wyszyni
patrząc sobie na ziemię krotochwile czyni.
Kretkowski nie mógł dotrzeć do źródła Nilu (lub Nilu Białego), co sugeruje przekład („przy źródlisku” - późniejsze przekłady mówią o ujściu), bowiem odkryto je dopiero około 1861 roku. „Nil siedmiorękawny” odnosi się najprawdopodobniej do delty Nilu, gdzie dzieli się on na siedem odnóg. Mogło także chodzić o Nil Błękitny w Etiopii, która była odwiedzana w XVI w. przez poselstwa portugalskie.